# Москва (Верхошижемський район)
Москва́ (рос. Москва) — присілок у складі Верхошижемського району Кіровської області, Росія. Входить до складу Верхошижемського міського поселення.
Населення становить 10 осіб (2010, 19 у 2002).
Національний склад станом на 2002 рік — росіяни 95 %.